# Héctor Atilio Delmar
Héctor Atilio "Cacho" Delmar (Ensenada, Buenos Aires; 19 de agosto de 1927-La Plata, Buenos Aires; 3 de octubre de 2020) fue un sastre y empresario, electo en cinco oportunidades como presidente del Club de Gimnasia y Esgrima La Plata, en 1983 luego del mandato de Hugo Barros Schelotto (padre de los exjugadores Guillermo y Gustavo), reelecto en 1986 y, terminado el mandato en 1989, asumió Roberto Vicente. Fue elegido otra vez presidente cuando en 1992 Vicente terminó su presidencia. Delmar fue reelecto en 1995 y, una vez terminada su gestión en 1998, Héctor Domínguez fue su sucesor. Fue reelecto presidente de Gimnasia por quinta vez, gracias a la victoria en las elecciones del 27 de noviembre de 2010, cuando resultó ganador con una amplia mayoría. Sin embargo, renunciaría en 2012, poco después del descenso del club a la segunda división, por discrepancias con los demás dirigentes.
Sus cuatro gestiones anteriores como presidente de Gimnasia se destacaron por lograr varios objetivos: hacer ascender al club tras varios años de encontrarse en segunda división, ampliar el Estadio Juan Carmelo Zerillo, ganar la Copa Centenario de la AFA y aumentar el nivel futbolístico logrando alcanzar varias veces los primeros puestos en los torneos. 
Llegó a ser amigo de conocidas personalidades como René Favaloro, Joan Manuel Serrat y Mirta Legrand. Es considerado por muchos seguidores de Gimnasia como el mejor presidente de la historia, por los logros mencionados anteriormente.

## Biografía
Héctor Atilio Delmar nació el 19 de agosto de 1927 en Ensenada. A los cinco años de edad, Delmar y su familia se mudaron de Ensenada a La Plata. Su madre trabajaba en la elaboración de pantalones de vestir, y su padre era un vendedor de radios. Su padre se asoció con la Tienda Montequin, lo que más tarde dio lugar a la Tienda Delmar. Durante su juventud fue jugador de básquet en el Club de Gimnasia y Esgrima La Plata.

### Tienda de ropa Delmar
Delmar fue propietario de una famosa tienda de ropa en La Plata, llamada Tienda Delmar, fue abierta en 1946, se encontraba ubicada en la calle 7 entre 47 y 48, la casa fue visitada durante 51 años por varias generaciones de platenses, además fue un emblema de la Ciudad. La tienda quebró por problemas económicos en 1997.
Sus tradicionales desfiles de modelos, con los que solía promocionar sus colecciones durante los años 1960, fueron la primera pasarela de muchas figuras que hoy en día son grandes personalidades, por ejemplo Susana Giménez, Teté Coustarot, Teresa Calandra, Karin Pistarini, Evelyn Scheidl y Mora Furtado.

### Presidencia en Gimnasia
A principios de 1983 la situación del Club de Gimnasia y Esgrima La Plata no era muy favorable: el club llevaba cinco años en la Primera B y tenía una crisis económica. Unos amigos de Delmar le propusieron que se postulara a la presidencia de Gimnasia. La respuesta fue de esperar unos días para pensarlo. Como Delmar se había demorado en dar una respuesta, el doctor René Favaloro (amigo de Delmar desde el Colegio Nacional), lo llamó para convencerlo. Delmar le pregunto por teléfono a Favaloro por qué no se postulaba él, a lo que el doctor respondió que su tarea de médico lo mantenía muy ocupado. Entonces Delmar aceptó, le ofreció a Favaloro ser el presidente del Tribunal de Honor. Así Delmar armó una lista para lanzarse a la presidencia, las personas que integraban la lista eran todos amigos de la infancia y de confianza a Delmar.
Y así, un año después de asumir como Presidente en Gimnasia, en 1984, después de varios años de estar en la Primera B, Gimnasia ascendió a primera "A", ganándole a Racing Club por 4:2.

#### La época dorada
En 1993 justo un año después de asumir la presidencia de Gimnasia por segunda vez, el club ganó su segundo título, la Copa Centenario de la AFA, durante la segunda presidencia de Delmar, el club gozo de "la época de oro", marcada por luchar campeonatos con los más grandes del fútbol argentino. Más tarde el equipo obtendría tres subcampeonatos, los dos primeros fueron consecutivos, en 1995 en el Clausura 1995 y en 1996 en el Clausura 1995, y dos años más tarde en 1998 en el Apertura 1998, además de sacar tres terceros puestos, durante esta época el equipo siempre se mantuvo en lo más alto. Todos estos logros fueron conseguidos gracias a los entrenadores Carlos Timoteo Griguol, quien obtuvo los subcampeonatos y Roberto Perfumo quien salió campeón de la Copa Centenario de la AFA.

#### Estadio del bosque
Luego de las exitosas campañas del club en la década de 1990 y ante la demora de la construcción del Estadio Ciudad de La Plata, el técnico de Gimnasia Carlos Timoteo Griguol exigió al entonces presidente del club, Héctor Atilio Delmar, que ampliara la capacidad del estadio para poder cumplir las normas exigidas por la FIFA, las cuales decían que a partir de 2001 ningún club de primera división podía tener su estadio construido con madera.

### Vida posterior a la gestión en Gimnasia

#### Vuelta a la política
Mucho más tarde Delmar se postuló como vicepresidente tercero junto a Gabriel Pellegrino como presidente en las elecciones del 2007, a través de la lista 2 llamada Gimnasia es de todos. Sin embargo ganó la lista número 3 Amor a Gimnasia de Walter Gisande.
El 6 de septiembre del 2010, justo cuando el empresario Gabriel Pellegrino puso en duda su candidatura, a sus espaldas, con 83 años de edad, se encontraba el expresidente Héctor Atilio Delmar, quien confirmó su vuelta a la política en Gimnasia, su vuelta a la presidencia, a través de su agrupación Azul y Blanca René Favaloro.

### Vuelta a la presidencia
El 26 de octubre del 2010, se lanzó oficialmente a la candidatura junto con su agrupación, que mezcla la experiencia de hombres que ya transitaron la vida política y la dirigencia del club, con la tenacidad de la juventud.
En las elecciones desarrolladas el 27 de noviembre (casi un mes después de lanzar su candidatura), Delmar compitió contra los candidatos Gaskín y Papasodaro, ganó estrepitosamente con el 62,82% de los votos (un total de 3273 sobre 5210), Gaskín obtuvo 1162 y Papasodaro 740, así Delmar ejercerá la presidencia de Gimnasia por quinta vez.
En apenas dos semanas de gestión, Delmar se contactó con Ángel Cappa y lo convenció para que se haga cargo del equipo. El 16 de diciembre de 2010 Delmar consiguió que la nueva marca que proporcionara la indumentaria sea la brasileña Penalty.
Después de varios rumores e idas y venidas, la dirigencia logró traer al jugador ídolo del club, Guillermo Barros Schelotto quien venida de jugar en el Columbus Crew de los Estados Unidos, fue presentado junto a un nuevo patrocinador en Estancia Chica, en la tarde del 14 de enero.
Renunció al cargo a mediados de 2012, tras algunas controversias entre la dirigencia y su hija. El cargo fue ocupado por el vicepresidente Daniel Oscar Onofri. 

## Vida personal
El 23 de mayo de 2003 falleció su esposa, María Nélida Amado de Delmar. En 2016 fue condecorado como Ciudadano Ilustre de la ciudad de La Plata. Falleció allí el 3 de octubre de 2020 por una insuficiencia respiratoria. A modo de homenaje, lleva su nombre la esquina de las calles 60 y 118, ubicación del Estadio Juan Carmelo Zerillo del club de Gimnasia y Esgrima La Plata.